# Tuvai Autonóm Szovjet Szocialista Köztársaság
A Tuvai Autonóm Szovjet Szocialista Köztársaság az Oroszországi Szovjet Szövetségi Szocialista Köztársaság egyik autonóm köztársasága volt a Szovjetunió ázsiai felében, Kizil központtal.

## Története
A Tuvai ASZSZK 1961. október 10-én jött létre, amikor a Tuvai autonóm területet az autonóm szovjet szocialista köztársaságok közé emelték. A közigazgatási reformot a Szovjetunió Legfelsőbb Tanácsa december 8-án fogadta el. 1990. december 12-én a helyi törvényhozás elfogadta az állami szuverenitásról szóló nyilatkozatot, ezzel együtt Tuva teljes jogú köztársasággá vált. 1991. augusztus 28-án Tuva Legfelsőbb Tanácsa úgy döntött, hogy átnevezi a köztársaságot Tuvai Köztársasággá. Tuva jelenlegi közigazgatási szerkezete is ekkor véglegesült, ezek után már csak egy új járás alakult meg.

## Közigazgatása
A Tuvai ASZSZK 1961-es létrejöttekor az eredeti 16 járás közül már csak 11 maradt érintetlenül. 1963-ban folytatódott a járások felszámolása, a Baj-tajgai és Erzini járás is felosztásra került, de 1965. januárjában már újjáalakultak. 1968. szeptember 9-én a Mongun-tajgai járást, 1975-ben a Kizili járást, majd 1983-ban a Szut-holi járást állították vissza. Tuva így 1991-ben is csak 14 járással rendelkezett, a 17-et a két régi és egy új kialakításával érték el.